# Glyphomitrium vernicosum
Glyphomitrium vernicosum là một loài rêu trong họ Ptychomitriaceae. Loài này được (Müll. Hal.) Broth. mô tả khoa học đầu tiên năm 1902.